# Travelin’ Alone
Travelin’ Alone ist ein Blues-Titel, den der US-amerikanischen Blues-Musiker Melvin „Lil' Son“ Jackson (1910–1976) komponierte. Jacksons Interpretation des Titels wurde im Jahr 1951 bei Imperial Records veröffentlicht und später im EMI Unart Catalogue verlegt. Einem breiteren Publikum wurde der Titel durch die Coverversion von Eric Clapton bekannt.

## Originalaufnahme und Veröffentlichung
Als Jackson, der 1948 mit dem Freedom Train Blues einen R&B-Hit hatte, im Jahr 1950 seine alte Plattenfirma Gold Star verließ, bekam er eine Anfrage von dem kalifornischen Musiklabel Imperial Records. Im Sommer nahm er bedeutende R&B-Titel wie Ticket Agent Blues und True Love Blues. Am 16. Dezember des gleichen Jahres spielte er seinen Song Travelin’ Alone für Imperial Records in Houston ein. Diese Aufnahme wurde wenig später im Jahr 1951 auf Imperial #5125 veröffentlicht. Die Originalversion wurde sowohl 1995 als auch 2006 auf Sammlungen der Werke Jacksons wiederveröffentlicht.

## Coverversion
Der britische Rockmusiker Eric Clapton interpretierte das Lied bereits im Jahr 2009 im Nippon Budōkan, als er es mit Akustikgitarre vorführte. Für sein am 27. September 2010 erschienenes Studioalbum Clapton interpretierte er den Song mit der E-Gitarre. Zur Veröffentlichung seiner Version erklärte Clapton: „Ich habe schon immer Lil’ Son Jackson gemocht, aber nie gedacht, dass er solch einen Titel geschrieben hat. Der Song ist so melodisch, ich hatte das Gefühl den Titel unbedingt aufnehmen zu müssen. Er [der Titel] ist so seltsam; es hat mich nicht mehr losgelassen“. Auf seiner Aufnahme, die eine Spieldauer von 3 Minuten und 56 Sekunden aufweist, wirkten neben Clapton als Sänger und Gitarrist auch Willie Weeks als Bassist, Jim Keltner als Schlagzeuger, Doyle Bramhall II als Rhythmus-Gitarrist und Walt Richmond an der Hammond-Orgel. Musik-Journalist Rick Moore bezeichnete Claptons Interpretation als „großartige, verschleierte Blues-Nummer mit einer einprägsamen Melodie“. Um sein Album vorzustellen, spielte er den Titel live in der Sendung Later with Jools Holland, wo er seine Replik der Gibson “Beano” Les Paul benutzte.